# Adam Gustaf Muhl
Adam Gustaf Muhl (även Muhll), född 12 mars 1653 i Narva, död 30 april 1714 i i Sunderbyn, Nederluleå socken, var en svensk militär.
Adam Gustaf Muhl var son till överste Wilhelm Muhl och Sibylla Sofia von Gröpingen samt far till Robert Muhl. Han var fänrik vid överste Burghausens finska dragonregemente 1674, löjtnant vid Creutz dragonskvadron 1676 och ryttmästare vid Claes Flemings värvade regemente till häst 1678. Muhl adlades 1693 tillsammans med sin bror och introducerades 1699 på riddarhuset. Han blev major vid Nylands och Tavastehus läns fördubblingskavalleriregemente 1700, överstelöjtnant vid Viborgs läns fördubblingskavalleriregemente 1701, och var 1703–1705 överste och chef för samma regemente. Under Abraham Cronhiorts befäl deltog han i dennes strövtåg in över den ryska gränsen 1701. Han fick konfirmation på sin svärfar Mårten Sebastian von der Trencks säteri Villähtis, och var bosatt på Tervik som hans hustru ärvt.